# Lijst van voetbalclubs met Engelse namen uit niet-Engelstalige landen
Hieroner een lijst van voetbalclubs met Engelse namen uit niet-Engelstalige landen. De wieg van het voetbal staat in Engeland. Vele Britse immigranten zorgden voor verspreiding van deze sport in andere landen. Vaak ging dat gepaard met een Engelse naam voor de club. 

## Clubs met ongewone of unieke Engelse namen
| Team                        | Land                  | Opgericht | Opmerking |
| --------------------------- | --------------------- | --------- | --- |
| Olimpic Sarajevo            | Bosnië en Herzegovina | 1993      | De club werd in 1993 opgericht als Olimpik Sarajevo. |
| CA All Boys                 | Argentinië            | 1913      | Spaans zou zijn Todos Muchachos. |
| Chaco For Ever              | Argentinië            | 1913      | Spaans zou zijn Chaco Para Siempre |
| CA Newell's Old Boys        | Argentinië            | 1905      | Genoemgd naar de ex-leerlingen van de English High School of Rosario ter ere van directeur en voetbaltrainer, Isaac Newell, een Engelse immigrant. Exalumnos de Newell. |
| CA River Plate              | Argentinië            | 1901      | Spaans zou zijn Río de la Plata |
| KV Mechelen                 | België                | 1904      | Volledige naam: "Yellow Red Koninklijke Voetbalclub Mechelen". "Yellow Red" werd toegevoegd in 2002, naar de clubkleuren. In het Nederlands zou dit Geel Rood zijn. |
| The Strongest               | Bolivia               | 1908      | Spaans zou zijn El Más Fuerte |
| Club Blooming               | Bolivia               | 1946      | Spaans zou zijn Club Floreciente. |
| Sport Boys Warnes           | Bolivia               | 1954      | Spaans zou zijn Muchachos del Deporte Warnes. |
| FC Santa Claus AC           | Finland               | 1993      | Volledige naam: "FC Santa Claus Arctic Circle". Uit de stad Rovaniemi op de Noordpool met het pretpark Santa Claus Village. |
| Genoa CFC                   | Italië                | 1893      | Opgericht als "Genoa Cricket and Athletic Club", in het begin mochten enkel Britten lid zijn. Genoa is de Engelse benaming voor Genua. De voetbalsectie werd in 1897 opgericht en stond ook open voor Italianen. De naam werd gewijzigd naar "Genoa Cricket and Football Club" in 1898, tijdens het regime van Mussolini werd de naam gewijzigd in "Genova 1893". |
| AC Milan                    | Italië                | 1899      | Gebruik van het Engelse "Milan" in plaats van het Italiaanse Milano. Deze laatste werd tijdens het regime van Mussolini gebruikt. |
| Windsor Arch Ka I           | Macau                 |           | |
| Sheriff Tiraspol            | Moldavië              | 1997      | |
| Go Ahead Eagles             | Nederland             | 1902      | De club werd in 1902 opgericht als Be Quick, hoewel de naam al snel gewijzigd werd in Go Ahead. Het suffix Eagles werd in 1971 toegevoegd. |
| First Vienna FC 1894        | Oostenrijk            | 1894      | Duits zou zijn 1. Wiener FC 1894 |
| Sport Boys                  | Peru                  | 1927      | Spaans zou zijn Muchachos del Deporte. |
| CA River Plate (Montevideo) | Uruguay               | 1932      | Genoemd naar de Argentijnse club met dezelfde naam |
| Old Boys Basel              | Zwitserland           | 1894      | Duits zou zijn alte Jungs. |
| Young Boys Bern             | Zwitserland           | 1898      | Duits zou zijn junge Jungs. |
| Grasshopper-Club Zürich     | Zwitserland           | 1886      | Gesticht door een groep Engelse studenten. Duits zou zijn Grashüpfer. |

## Clubs vernoemd naar Engelse steden of teams
| Team                            | Land       | Opgericht | Opmerking |
| ------------------------------- | ---------- | --------- | --- |
| Arsenal de Sarandí              | Argentinië | 1957      | Genoemd naar de Engelse club Arsenal FC. |
| Arsenal Futebol Clube           | Brazilië   | 1991      | Genoemd naar de Engelse club Arsenal FC. |
| Sport Club Corinthians Paulista | Brazilië   | 1910      | Genoemd naar de Engelse club Corinthians FC. Portugees zou zijn Coríntios.                                                                                                   |
| Everton de Viña del Mar         | Chili      | 1909      | Genoemd naar de Engelse club Everton FC |
| CSD Rangers de Talca            | Chili      | 1902      | Gesticht door een Schotse immigrant, genoemd naar Rangers FC uit Glasgow. |
| Santiago Wanderers              | Chili      | 1892      | De club werd genoemd naar het inmiddels ontbonden Valparaíso Wanderers FC, dat waarschijnlijk zelf vernoemd werd naar Wanderers FC. Het Spaanse woord zou Vagabundos' zijn'. |
| Arsenal Kiev                    | Oekraïne   | 1993      | Genoemd naar de Engelse club Arsenal FC. |
| Liverpool FC (Uruguay)          | Uruguay    | 1915      | Werd niet genoemd naar de club Liverpool FC, maar naar de stad Liverpool vanwege de handelslink tussen de havens van Liverpool en Montevideo.                                |
| Montevideo Wanderers FC         | Uruguay    | 1902      | Genoemd naar Wolverhampton Wanderers FC |

## Clubs met het woord Athletic
| Team                 | Land       | Opgericht | Opmerking                                                                                  |
| -------------------- | ---------- | --------- | ------------------------------------------------------------------------------------------ |
| Alumni Athletic Club | Argentinië | 1898      | Spaans zou zijn Alumni Atlético Club.                                                      |
| AC Barnechea         | Chili      | 1929      | Volledige naam "Athletic Club Barnechea. Spaans zou zijn "Club Atlético".                  |
| AC Ajaccio           | Frankrijk  | 1910      | Volledige naam "Athletic Club Ajaccio". Frans zou zijn Club athlétique.                    |
| Athletic Bilbao      | Spanje     | 1898      | Officiële naam "Athletic Club". Werd tijdens het Franco-regime " Atlético Bilbao" genoemd. |

## Clubs met het woord Racing
| Team                      | Land       | Opgericht | Opmerking                                                                                      |
| ------------------------- | ---------- | --------- | ---------------------------------------------------------------------------------------------- |
| Racing Club de Avellaneda | Argentinië | 1903      | Genoemd naar Racing Club de France                                                             |
| KRC Genk                  | België     | 1988      | Volledige naam: "Koninklijke Racing Club Genk"                                                 |
| Racing Club de France     | Frankrijk  | 1882      | Ook jaren bekend als Racing Club de Paris                                                      |
| RC Lens                   | Frankrijk  | 1906      | Full name Racing Club de Lens, formed by locals who admired Racing Club de France (see above). |
| RC Strasbourg             | Frankrijk  | 1906      | Full name "Racing Club de Strasbourg". Adopted current name in 1919                            |
| Racing de Santander       | Spanje     | 1913      | Renamed "Real Santander" under the Franco regime.                                              |
| Racing Club de Montevideo | Uruguay    | 1919      |                                                                                                |

## Clubs met het woord Sporting
| Team                        | Land      | Opgericht | Opmerking |
| --------------------------- | --------- | --------- | --- |
| RSC Anderlecht              | België    | 1908      | Volledige naam "Royal Sporting Club Anderlecht"                                                                               |
| R. Charleroi SC             | België    | 1904      | Volledige naam "Royal Charleroi Sporting Club"                                                                                |
| KSC Lokeren Oost-Vlaanderen | België    | 1923      | Opgericht als "Racing Club Lokeren". Nam huidige naam aan in 2003.                                                            |
| Ceará SC                    | Brazilië  | 1914      | Volledige naam "Ceará Sporting Club"                                                                                          |
| Barcelona SC                | Ecuador   | 1925      | |
| Sporting Kristina           | Finland   | 1994      | |
| SC Bastia                   | Frankrijk | 1905      | Volledige naam "Sporting Club de Bastia"                                                                                      |
| Lille OSC                   | Frankrijk | 1944      | Volledige naam "Lille Olympique Sporting Club"                                                                                |
| Sporting Cristal            | Peru      | 1955      | |
| SC Olhanense                | Portugal  | 1912      | Volledige naam "Sporting Clube Olhanense"                                                                                     |
| Portimonense SC             | Portugal  | 1914      | Volledige naam "Portimonense Sporting Clube"                                                                                  |
| Sporting Clube de Portugal  | Portugal  | 1906      | Staat ook bekend als "Sporting Lissabon". Nam huidige naam aan in 1920, hiervoor heette de club "Campo Grande Sporting Club". |
| SC Braga                    | Portugal  | 1915      | Volledige naam "Sporting Clube de Braga". Genoemd naar Sporting Clube de Portugal                                             |
| Sporting de Gijón           | Spanje    | 1905      | Gesticht als "Sporting Gijonés". Real Gijón ten tijde van het Franco-regime                                                   |
| Defensor Sporting           | Uruguay   | 1913      | |

Het Franse equivalent zou zijn Sportif of Sportive, het Spaanse Deportivo of Deportiva, het Portugese Esportivo/Esportiva of Desportivo/Desportiva.

## Clubs met het woord United
| Team              | Land       | Opgericht | Opmerking |
| ----------------- | ---------- | --------- | --------- |
| Lommel United     | België     | 2010      |           |
| Incheon United FC | Zuid-Korea | 2003      |           |
| Jeju United FC    | Zuid-Korea | 1982      |           |

## Clubs met het woord Kickers
| Team                | Land      | Opgericht | Opmerking |
| ------------------- | --------- | --------- | --------- |
| BSC Kickers 1900    | Duitsland | 1900      |           |
| Kickers Emden       | Duitsland | 1946      |           |
| Kickers Offenbach   | Duitsland | 1901      |           |
| Stuttgarter Kickers | Duitsland | 1899      |           |
| Würzburger Kickers  | Duitsland | 1907      |           |

In het Duits is het woord Kicker een aglicisme voor voetbalspeler. Het meervoud is in het Duits ook Kicker. Kickers wordt enkel bij clubnamen gebruikt. Aangezien er geen Britse clubs zijn met de naam Kickers kan dit als een pseudo-anglicisme gezien worden. 